# Rob Thomas (produtor)
Rob Thomas (Sunnyside, Washington, 15 de Agosto de 1965) é um produtor e escritor de séries de televisão estadunidense. Entre seus trabalhos estão as séries Veronica Mars, Cupid e Dawson's Creek.
Atualmente está trabalhando em novas séries como iZombie, Cupid (refilmagem), 90210 (refilmagem) e Good Behavior. Sendo que participará somente do episódio piloto de 90210 para poder se dedicar mais as outras novas duas séries.